# Liste der Gebietsänderungen in Sachsen 2001
Die Liste der Gebietsänderungen in Sachsen 2001 enthält Änderungen an Gemeindegebieten des Freistaats Sachsen in der Zeit vom 1. Januar 2001 bis zum 31. Dezember 2001. Dazu zählen unter anderem Zusammenschlüsse und Trennungen von Gemeinden, Eingliederungen von Gemeinden in eine andere, Änderungen des Gemeindenamens und Umgliederungen von Teilen einer Gemeinde in eine andere.

In Sachsen kam es im Jahr 2001 zu neun Gemeindegebietsänderungen, davon eine Eingliederung, fünf Umgliederungen sowie drei Zusammenschlüsse von Gemeinden. In sieben der neun Fälle besteht die Gemeinde nach Änderung noch, die anderen wurden durch spätere Gebietsänderungen aufgelöst.

## Legende
- Datum: juristisches Wirkungsdatum der Gebietsänderung
- Gemeinde vor der Änderung: Gemeinde vor der Gebietsänderung
- Gebietsänderung: Art der Gebietsänderung
- Gemeinde nach der Änderung: Gemeinde nach der Gebietsänderung
- Landkreis: Landkreis der Gemeinde nach der Gebietsänderung
- OT: Ortsteil

Die Sortierung erfolgt chronologisch: Datum, kreisfreie Städte, Landkreise, aufnehmende oder neu gebildete Gemeinde. Heute noch bestehende Gemeinden sind farbig unterlegt.

## Liste der Gebietsänderungen
| Datum      | Gemeinde vor Änderung                                                                                           | Gebietsänderung    | Gemeinde nach Änderung | Landkreis         |
| ---------- | --- | ------------------ | ---------------------- | ----------------- |
| 01.01.2001 | Obercarsdorf mit Ammelsdorf, Hennersdorf, Sadisdorf, Schmiedeberg mit Dönschten, Naundorf, Oberpöbel, Schönfeld | Zusammenschluss zu | Schmiedeberg           | Weißeritzkreis    |
| 01.01.2001 | Bischheim-Häslich, Gersdorf-Möhrsdorf mit Gersdorf, Möhrsdorf, Reichenbach-Reichenau mit Reichenau, Reichenbach | Zusammenschluss zu | Haselbachtal           | Kamenz            |
| 01.01.2001 | Laubusch, Lauta mit Lauta-Dorf                                                                                  | Zusammenschluss zu | Lauta                  | Kamenz            |
| 01.04.2001 | Sehmatal 0,59 Hektar                                                                                            | Umgliederung nach  | Bärenstein             | Annaberg          |
| 01.08.2001 | Kesselsdorf mit Braunsdorf, Oberhermsdorf, Kleinopitz                                                           | Eingliederung nach | Wilsdruff              | Weißeritzkreis    |
| 21.09.2001 | Gornsdorf 0,36 Hektar                                                                                           | Umgliederung nach  | Burkhardtsdorf         | Stollberg         |
| 01.10.2001 | Hartenstein 22,23 Hektar mit 9 Einwohnern                                                                       | Umgliederung nach  | Mülsen                 | Zwickauer Land    |
| 13.10.2001 | Lößnitz ca. 5,1 Hektar                                                                                          | Umgliederung nach  | Bernsbach              | Aue-Schwarzenberg |
| 28.12.2001 | Lauta 0,26 Hektar                                                                                               | Umgliederung nach  | Elsterheide            | Kamenz            |
| 28.12.2001 | Elsterheide 1,13 Hektar                                                                                         | Umgliederung nach  | Lauta                  | Kamenz            |

## Quelle
- Statistisches Landesamt Sachsen: Gebietsänderungen ab 1. Januar 2000 bis 31. Dezember 2009 (XLSX-Datei; 40 kB)